# UFC on FOX 15
UFC on FOX 15: Machida vs. Rockhold（ユーエフシー・オン・フォックス・フィフティーン：マチダ・バーサス・ロックホールド）は、アメリカ合衆国の総合格闘技団体「UFC」の大会の一つ。2015年4月18日、ニュージャージー州ニューアークのプルデンシャル・センターで開催された。

## 大会概要
本大会ではリョート・マチダとルーク・ロックホールドによるミドル級ワンマッチが組まれた。

### カード変更
負傷などによるカードの変更は以下の通り。
- ケニー・ロバートソン → ティム・ミーンズ（第3試合）

- マニー・ガンブリャン → 水垣偉弥（第4試合）

- ポール・フェルダー → ベニール・ダリウシュ（第7試合）

- ヨエル・ロメロ → クリス・カモージー（第10試合）

- ニック・カトーネ vs. ヴィトー・ミランダ → カトーネの負傷により中止

## 試合結果

### アーリープレリム
第1試合 ミドル級ワンマッチ 5分3R
○  クリス・デンプシー vs.  エディ・ゴードン ×
3R終了 判定2-1（29-28、28-29、29-28）
第2試合 フェザー級ワンマッチ 5分3R
○  ディエゴ・ブランダオン vs.  ジミー・ヘッテス ×
1R終了時 TKO（ドクターストップ）
第3試合 ウェルター級ワンマッチ 5分3R
○  ティム・ミーンズ vs.  ジョージ・サリヴァン ×
3R 3:41 肩固め

### プレリミナリーカード
第4試合 バンタム級ワンマッチ 5分3R
○  アルジャメイン・スターリング vs.  水垣偉弥 ×
3R 2:11 肩固め
第5試合 ライトヘビー級ワンマッチ 5分3R
○  ジャン・ヴィランテ vs.  コーリー・アンダーソン ×
3R 4:18 TKO（スタンドパンチ連打）
第6試合 ライトヘビー級ワンマッチ 5分3R
○  オヴィンス・サンプルー vs.  パトリック・カミンズ ×
1R 4:54 KO（左アッパー→パウンド）
第7試合 ライト級ワンマッチ 5分3R
○  ベニール・ダリウシュ vs.  ジム・ミラー ×
3R終了 判定3-0（29-28、29-28、29-28）

### メインカード
第8試合 女子ストロー級ワンマッチ 5分3R
○  ペイジ・ヴァンザント vs.  フェリス・ヘリッグ ×
3R終了 判定3-0（30-26、29-27、30-26）
第9試合 フェザー級ワンマッチ 5分3R
○  マックス・ホロウェイ vs.  カブ・スワンソン ×
3R 3:58 ギロチンチョーク
第10試合 ミドル級ワンマッチ 5分3R
○  ホナウド・ジャカレイ vs.  クリス・カモージー ×
1R 2:33 腕ひしぎ十字固め
第11試合 ミドル級ワンマッチ 5分5R
○  ルーク・ロックホールド vs.  リョート・マチダ ×
2R 2:31 リアネイキドチョーク

### 各賞
ファイト・オブ・ザ・ナイト： ジャン・ヴィランテ vs. コーリー・アンダーソン
パフォーマンス・オブ・ザ・ナイト： ルーク・ロックホールド、マックス・ホロウェイ
各選手にはボーナスとして5万ドルが支給された。